# Discographie de Bernard Lavilliers
Cet article liste la discographie de Bernard Lavilliers.

## Albums studio
- 1968 : Chanson pour ma mie
- 1972 : Les Poètes
- 1975 : Le Stéphanois
- 1976 : Les Barbares
- 1977 : 15e Round
- 1979 : Pouvoirs
- 1980 : O gringo
- 1981 : Nuit d'amour
- 1983 : État d'urgence
- 1984 : Tout est permis, rien n'est possible
- 1986 : Voleur de feu
- 1988 : If...
- 1991 : Solo
- 1994 : Champs du possible
- 1997 : Clair-obscur
- 2001 : Arrêt sur image
- 2004 : Carnets de bord
- 2008 : Samedi soir à Beyrouth
- 2010 : Causes perdues et musiques tropicales
- 2013 : Baron Samedi
- 2014 : Acoustique
- 2017 : 5 minutes au paradis
- 2021 : Sous un soleil énorme

## Singles
- 1967 : Rose-rêve ; Saint-Germain bidon-bidon / Le Marché blanc ; Chanson pour ma mie (EP Decca 461.005)
- 1967 : La Frime ; Les Feux d'artifice / Pauvre Rimbaud ; Quand ma plume (EP Decca 461.092)
- 1967 : La Dernière Bouteille ; Paris-redingote de plomb / L'Oiseau de satin ; Légende (EP Decca 461.117)
- 1969 : Camélia blues / Juliette 70 (sous le nom Edgar de Lyon) (single As de Trèfle AS 8701)
- 1976 : Les Barbares (version écourtée) / Junkie (single promo Barclay 62 319)
- 1977 : Juke-Box / 15e Round  (single promo Barclay 62 339)
- 1978 : Capoëira / Sax'Aphone (single promo Barclay 62 576)
- 1979 : Bats-toi / Ringard pour le reggae (single Barclay 62 616)
- 1980 : Traffic /  Stand The Ghetto (single Barclay 62 669)
- 1980 : Traffic (English Version) / Kingston (Barclay BRCNP 40099 paru en Italie)
- 1980 :  Stand the Ghetto / La Salsa  (single Barclay 62 694)
- 1980 : Stand the Ghetto / Attention fragile (single Barclay 62 696)
- 1980 : Avant Première "Live Tour 80" : Kingston / La Salsa (maxi 45 tours Barclay 75 019)
- 1981 : Pigalle la Blanche / Betty (single Barclay 100 148)
- 1981 : Eldorado / Night Bird (single Barclay 100 152)
- 1982 : Troisième monde (5:55) / La Complainte du progrès (version longue sur maxi 45 T Barclay)
- 1988 : R & B (Rouge baiser) (version longue) / If (texte) ; Promesses d'un visage (maxi 45 T Nord Sud/Barclay)
- 1991 : Outremer / Solo (maxi cd Barclay)
- 1991 : Faits divers (remix) / Salomé
- 1995 : Melody Tempo Harmony (avec Jimmy Cliff) (nouv. version de Grosse Galette) / Madones (nouv. version)
- 1995 : Stand the Ghetto (hors commerce)
- 1995 : Melody Tempo Harmony (radio mix) / Melody Tempo Harmony (dub version) (avec Jimmy Cliff) (hors commerce)
- 1998 : Roméo Machado (nouv. version edit radio) / Roméo Machado (nouv. version)
- 2001 : Brazzaville / CLN
- 2001 : Les Mains d'or

## Bande originale de film
- 1981 : Neige de Juliet Berto et Jean-Henri Roger
- 1983 : Rue barbare de Gilles Béhat

## Compilations
- 1981 : Premiers pas... (titres de 1967-68)
- 1987 : Gentilshommes de fortune - Rêves et voyages (avec San Salvador réenregistré et 3 textes inédits, et 3 titres bonus sur la version CD)
- 1998 : Histoires (33 titres, 2CD)
- 2000 : L'Or des fous (BD collective dont l'édition originale contenait un CD best of avec un inédit : CLN)
- 2003 : La Marge - Bernard Lavilliers chante les poètes (11 titres)
- 2006 : Histoires (coffret long box 3 CD, 45 titres)
- 2006 : Les 100 plus belles chansons (boite 5 CD)
- 2009 : Master Série (Boite 2CD, 33 titres)
- 2012 : Les 50 plus belles chansons (coffret 3 CD)
- 2018 : Best of Coffret 2 CD, double-vinyle)
- 2018 : Les 50 plus belles chansons (coffret 3 CD, nouvelle version)
- 2018 : L'Essentiel des albums studio 1974-2017 (coffret 14 CD)
- 2021 : Poèmes (inclus un inédit : La Rose et le Réséda)
- 2023 : Métamorphose (14 titres de son répertoire revisités en version symphonique)

## Participations
- 1983 : La Fille d'en face, texte d'une chanson pour Johnny Hallyday (album Entre violence et violon).
- 1987 : Guernesey, texte d'une chanson pour William Sheller.
- 1988 : Entre désert et désir, texte d'une chanson pour Catherine Lara, chantée en duo avec Catherine Lara.
- 2000 : Ma France à moi et Délinquance (première version) sur l'album collectif Brise de Conscience.
- 2001 : Reprise de Le Loup, la Biche et le Chevalier et, en duo avec Faudel, de la Complainte de Mandrin, sur l'album collectif Ma chanson d'enfance.
- 2002 : Reprise de La Java des bombes atomiques sur l'album Autour de Serge Reggiani.
- 2003 : Reprise de La Mémoire et la Mer sur l'album Avec Léo.
- 2005 : Non ça s'peut pas, en duo avec Clarika.
- 2008 : Et si jamais, en duo avec Florence K.
- 2009 : L'emmerdeuse en duo avec Régine.
- 2009:  Knock, knock, ouvre-toi porte du ciel en duo avec Hugues Aufray.
- 2014 : Brazil, avec le Quatuor Ébène, sur trois titres[1].
- 2014 : Elle oublie, en duo avec Maurane.
- 2014 : Morts les enfants sur l'album La Bande à Renaud : Volume 2
- 2017 : La Loi du marché, en duo avec Cyril Mokaiesh.
- 2018 : Vos d'horizons, en duo avec Véronique Sanson sur l'album Duos Volatils
- 2019 : La Chanson de Jacky, sur l'album hommage Brel : Ces gens-là
- 2020 : Si la vie m'a mis là XXV,  sur l'album Tryo XXV ans, avec Tryo
- 2021 : Tous les marins sont des chanteurs, en duo avec François Morel sur l'album Tous les marins sont des chanteurs
- 2024 : Tonton d'America, Tiken Jah Fakoly feat. Bernard Lavilliers (version acoustique)

## Classements

### Albums studios etlive
| Année | Titre                                 | Classement (Meilleure place) | Classement (Meilleure place) | Classement (Meilleure place) | Certifications (SNEP), |
| Année | Titre                                 | FR ,                         | BEL/Wa                       | CH                           | Certifications (SNEP), |
| ----- | ------------------------------------- | ---------------------------- | ---------------------------- | ---------------------------- | ---------------------- |
| 1968  | Chanson pour ma mie                   | —                            | —                            | —                            | —                      |
| 1972  | Les Poètes                            | —                            | —                            | —                            | —                      |
| 1975  | Le Stéphanois                         | —                            | —                            | —                            | —                      |
| 1976  | Les Barbares                          | —                            | —                            | —                            | —                      |
| 1977  | 15e Round                             | —                            | —                            | —                            | Or                     |
| 1978  | T'es vivant... ?                      | —                            | —                            | —                            | —                      |
| 1979  | Pouvoirs                              | 55 A                         | 100 B                        | —                            | Or                     |
| 1980  | O gringo                              | —                            | —                            | —                            | Platine                |
| 1980  | Live Tour 80                          | —                            | —                            | —                            | —                      |
| 1981  | Nuit d'amour                          | —                            | —                            | —                            | Or                     |
| 1981  | Premiers Pas...                       | —                            | —                            | —                            | —                      |
| 1983  | État d'urgence                        | —                            | —                            | —                            | Or                     |
| 1984  | Tout est permis, rien n'est possible  | —                            | —                            | —                            | —                      |
| 1984  | Olympia "Live 1984"                   | —                            | —                            | —                            | —                      |
| 1986  | Voleur de feu                         | 4                            | —                            | —                            | Or                     |
| 1988  | If...                                 | 3                            | —                            | —                            | Platine                |
| 1989  | Live: On the Road Again 1989          | 19                           | —                            | —                            | —                      |
| 1991  | Solo                                  | 16                           | —                            | —                            | Or                     |
| 1994  | Champs du possible                    | 5                            | —                            | —                            | 2 × Or                 |
| 1997  | Clair-obscur                          | 9                            | 44                           | —                            | 2 × Or                 |
| 2000  | Histoires en scène                    | 24                           | —                            | —                            | —                      |
| 2001  | Arrêt sur image                       | 10                           | 27                           | 67                           | Or                     |
| 2004  | Carnets de bord                       | 1                            | 34                           | 46                           | 2 × Or                 |
| 2005  | Escale au Grand Rex                   | 18                           | —                            | —                            | —                      |
| 2008  | Samedi soir à Beyrouth                | 1                            | 11                           | 19                           | Platine                |
| 2010  | Causes perdues et musiques tropicales | 2                            | 8                            | 40                           | —                      |
| 2013  | Baron Samedi                          | 5                            | 28                           | 56                           | Platine                |
| 2014  | Acoustique                            | 12                           | 35                           | —                            | Or                     |
| 2017  | 5 minutes au paradis                  | 2                            | 10                           | 16                           | Platine                |

Notes
A Classement de l'album sorti en 1979. Pouvoirs a été remixée en 1990 pour une sortie la même année. La version remixée sera classée à la 55e place du Top Albums France lors de la sortie de Pouvoirs en Digisleeve tirage limité en 2016.
B : Classement de l'édition Digisleeve tirage limité en 2016.

### Singles
| Année | Titre                                   | Classement (Meilleure place) | Classement (Meilleure place) | Classement (Meilleure place) |
| Année | Titre                                   | FR ,                         | BEL/Wa                       |                              |
| ----- | --------------------------------------- | ---------------------------- | ---------------------------- | ---------------------------- |
| 1977  | Juke-Box                                | —                            | —                            |                              |
| 1978  | Sax'Aphone                              | —                            | —                            |                              |
| 1979  | Pouvoirs                                | —                            | —                            |                              |
| 1979  | Bats-toi                                | —                            | —                            |                              |
| 1980  | Traffic                                 | 18                           | —                            |                              |
| 1980  | La Salsa                                | —                            | —                            |                              |
| 1980  | Stand the Ghetto                        | 16                           | —                            |                              |
| 1981  | Betty                                   | —                            | —                            |                              |
| 1981  | Night Bird                              | —                            | —                            |                              |
| 1981  | Pigalle la Blanche                      | —                            | —                            |                              |
| 1982  | Troisième Monde                         | —                            | —                            |                              |
| 1983  | Idées noires (avec Nicoletta)           | 16                           | —                            |                              |
| 1984  | Y'a peut-être un ailleurs               | —                            | —                            |                              |
| 1984  | Le Bal                                  | —                            | —                            |                              |
| 1986  | Extérieur nuit                          | —                            | —                            |                              |
| 1986  | Voleur de feu                           | —                            | —                            |                              |
| 1986  | Noir et Blanc                           | 10                           | —                            |                              |
| 1987  | La Frontière                            | —                            | —                            |                              |
| 1988  | San Salvador                            | —                            | —                            |                              |
| 1988  | On the Road Again                       | 24                           | —                            |                              |
| 1989  | R et B (Rouge Baiser)                   | 45                           | —                            |                              |
| 1989  | Petit                                   | —                            | —                            |                              |
| 1991  | Outremer                                | 33                           | —                            |                              |
| 1991  | Faits divers                            | 36                           | —                            |                              |
| 1992  | Saigon                                  | —                            | —                            |                              |
| 1994  | Troisièmes couteaux                     | —                            | —                            |                              |
| 1994  | Minha Selva                             | —                            | —                            |                              |
| 1995  | Melody Tempo Harmony (avec Jimmy Cliff) | 6                            | 22                           |                              |
| 1995  | Stand the Ghetto (nouvelle version)     | 44                           | —                            |                              |
| 1997  | Le Venin                                | —                            | —                            |                              |
| 1997  | Audit                                   | —                            | —                            |                              |
| 1998  | Roméo Machado                           | —                            | —                            |                              |
| 2001  | Les Mains d'or                          | —                            | —                            |                              |
| 2004  | L'Été                                   | —                            | —                            |                              |
| 2005  | Elle chante (avec Césaria Evora)        | —                            | —                            |                              |
| 2005  | Marin                                   | —                            | —                            |                              |
| 2007  | Solitaire                               | —                            | —                            |                              |
| 2008  | Bosse                                   | —                            | —                            |                              |
| 2008  | Maria Bonita                            | —                            | —                            |                              |
| 2014  | Idées noires (avec Catherine Ringer)    | 100                          | —                            |                              |
| 2017  | L'Espoir (avec Jeanne Cherhal)          | 97                           | —                            |                              |